# لیلی نیومارک
لیلی اینگ نیومارک (انگلیسی: Lily Inge Newmark؛ زادهٔ ۲۴ مهٔ ۱۹۹۴) بازیگر و مدل اهل بریتانیا است. وی از سال ۲۰۱۲ میلادی تاکنون مشغول فعالیت بوده است.
از فیلم‌ها یا برنامه‌های تلویزیونی که وی در آن نقش داشته است می‌توان به سولو: داستانی از جنگ ستارگان، آموزش جنسی و نفرین شده اشاره کرد.

## زندگی‌نامه
لیلی نیومارک متولد ۲۴ مه ۱۹۹۴ در کمبرول جنوب لندن است. او یکی از پنج فرزند بروکس نیومارک، نماینده سابق مجلس حزب محافظه‌کار و لوسی کیگان، هنرمند است.
نیومارک تا سن ۱۲ سالگی در سیدنم به مدرسه رفت تا اینکه خانواده‌اش به لندن مرکزی نقل مکان کردند و او به مدرسه فرانسیس هلند در میدان اسلون منتقل شد. او گفت که جنوب لندن را «بسیار ترجیح می‌دهد» و چلسی را بیش از حد حبابی یافته است. او در سال ۲۰۱۶ با مدرک لیسانس هنر در رشته بازیگری و تئاتر از مدرسه بازیگری فارغ‌التحصیل شد.

## حرفه
نیومارک کار خود را با حضور در فیلم‌های مستقل آماتور و موزیک ویدیوهای هنرمندانی از جمله مت مالتیز، دیسیپلز، رجی اسنوو ریل لیز آغاز کرد. استعداد او در صنعت مدل توسط فرست مدل منیجمنت کشف شد و چندین سال به عنوان مدل حرفه‌ای کار کرد. به عنوان مدل، کارهای او شامل کمپین‌هایی برای زاندرا رودز و شنل و سرمقاله‌هایی برای مجلات وایس و واندرلند بود.
نیومارک در سال آخر تحصیل در مدرسه، نقشی کوتاه در سریال تلویزیونی شهر زمردی ایفا کرد. سپس در نقش اصلی آیونا در فیلم کوسن سنجاقی بازی کرد که برای آن نامزد دریافت جایزه بهترین بازیگر تازه‌وارد در جوایز فیلم ایندیپندنت بریتانیا شد. او در ادامه، نقش‌های مکمل را در تولیدات مختلف سینمایی و تلویزیونی از جمله سولو: داستانی از جنگ ستارگان، بینوایان، نفرین شده، آموزش جنسی و بدرفتاری ایفا کرد.

## فیلم‌شناسی
سینمایی
| سال  | عنوان                        | نقش    | یادداشت‌ها |
| ---- | ---------------------------- | ------ | --------- |
| ۲۰۱۴ | بازگشت روح                   | اسکای  |           |
| ۲۰۱۷ | کوسن سنجاقی                  | آیونا  |           |
| ۲۰۱۸ | جولیت، برهنه                 | کارلی  |           |
| ۲۰۱۸ | سولو: داستانی از جنگ ستارگان | لکسی   |           |
| ۲۰۱۸ | داگنهام                      | رابین  |           |
| ۲۰۱۸ | به مرسی خوش آمدید            | مرداد  |           |
| ۲۰۱۹ | پادشاه زاده شد               | سارا   |           |
| ۲۰۱۹ | چگونه یک جنگ درست کنیم       | پگی    |           |
| ۲۰۱۹ | تعادل، نه تقارن              | استیسی |           |
| ۲۰۲۰ | بدرفتاری                     | جین    |           |
| ۲۰۲۱ | داستان بریکستون              | لیا    |           |

تلویزیونی
| سال       | عنوان              | نقش          | یادداشت‌ها                  |
| --------- | ------------------ | ------------ | -------------------------- |
| ۲۰۱۷      | شهر زمردی          | راین         | ۴ قسمت                     |
| ۲۰۱۸      | شورت‌فلیکس          | کوبی         | قسمت: "خون دماغ"           |
| ۲۰۱۹      | بینوایان           | سوفی         | قسمت شماره ۱٫۲             |
| ۲۰۱۹–۲۰۲۰ | آموزش جنسی         | روتی         | ۳ قسمت                     |
| ۲۰۱۹–۲۰۲۱ | معبد               | ایو میلتون   | ۱۳ قسمت                    |
| ۲۰۲۰      | نفرین شده          | پیم          | ۹ قسمت                     |
| ۲۰۲۱      | دالگلیش            | موراگ اسمیت  | ۲ قسمت: «کفن برای یک بلبل» |
| ۲۰۲۳      | لاک‌وود و شرکا      | نوری وایت    | قسمت: «این ما خواهیم بود»  |
| ۲۰۲۳–۲۰۲۴ | تو و من            | جوی          | ۳ قسمت                     |
| ۲۰۲۴      | مسئله سه جسم       | نورا         | قسمت: «وال‌فیسر»            |
| ۲۰۲۴      | نجیب‌زاده‌ای در مسکو | هلنا روستووا | ۵ قسمت                     |
| ۲۰۲۵      | بیگانه: زمین       | نیبس         | بازیگران اصلی              |